# Nanami Hashiguchi
Nanami Hashiguchi –en japonés, 橋口ななみ, Hashiguchi Nanami– (25 de septiembre de 1990) es una deportista japonesa que compitió en judo. Ganó una medalla de bronce en el Campeonato Mundial de Judo de 2011, y una medalla de bronce en el Campeonato Asiático de Judo de 2012.

## Palmarés internacional
| Campeonato Mundial  | Campeonato Mundial   | Campeonato Mundial | Campeonato Mundial |
| Año                 | Lugar                | Medalla            | Categoría          |
| ------------------- | -------------------- | ------------------ | ------------------ |
| 2011                | Tiumén (Rusia)       | Medalla de bronce  | Abierta            |
| Campeonato Asiático |                      |                    |                    |
| Año                 | Lugar                | Medalla            | Categoría          |
| 2012                | Taskent (Uzbekistán) | Medalla de bronce  | +78 kg             |